# Gerberga von Provence
Gerberga von Provence (* um 1060; † 3. Februar 1112 oder Januar 1118) war von 1093 bis 1111 oder 1112 Gräfin der Provence und Arles. Sie war die Schwester des Grafen Bertrand II und Tochter des Grafen Gottfried I. 
1073 heiratete sie Gilbert, Graf von Gévaudan, mit dem sie die zwei Töchter Dulcia von Gévaudan und Stephanie von Gévaudan hatte. Nachdem Gilbert 1110/12 ermordet worden war, verheiratete sie Dulcia mit Raimund Berengar III., Graf von Barcelona, dem sie darauf auch die Provence übergab. Ihre zweite Tochter Stephanie, die später Raimund I. von Les Baux heiratete, gab ihre Ansprüche auf das Land aber nicht auf, was die sogenannten Guerres Baussenques (1144 bis 1162) zwischen den Provenzalen und den eingeheirateten Katalanen auslöste.
| Vorgänger    | Amt                              | Nachfolger |
| ------------ | -------------------------------- | ---------- |
| Bertrand II. | Gräfin der Provence 1093–1112/18 | Dulcia I.  |
| Gottfried I. | Gräfin von Arles 1093–1112/18    | Gilbert    |

| Personendaten    | Personendaten                    |
| ---------------- | -------------------------------- |
| NAME             | Gerberga von Provence            |
| KURZBESCHREIBUNG | Gräfin von Provence              |
| GEBURTSDATUM     | um 1060                          |
| STERBEDATUM      | 3. Februar 1112 oder Januar 1118 |